# Марк Лівій Друз Лібон
Марк Лівій Друз Лібон (47 до н. е. — після 15 до н. е.) — політичний діяч ранньої Римської імперії, консул 15 року до н. е.

## Життєпис
Походив з впливового плебейського роду Скрибоніїв. Син Луція Скрибонія Лібона, консула 34 року до н. е. Згідно із заповітом останнього Марк Лібон був всиновлений Марком Лівієм Друзом Клавдіаном, претором 50 року до н. е. У 28 році до н. е. Лібон став еділом, а згодом — у 15 році до н. е. — консулом разом з Луцієм Кальпурнієм Пізоном. По завершенню каденції Лібон вступив до колегії арвальських братів.

## Родина
- Лівія Медуліна Каміла
- Лівія Скрибоніана.